# Distretto di Považská Bystrica
Il distretto di Považská Bystrica (in slovacco: okres Považská Bystrica) è uno dei 79 distretti della Slovacchia, facente parte della regione di Trenčín, nella parte occidentale del Paese.
Fino al 1918, il distretto faceva parte della contea ungherese di Trenčín.

## Geografia antropica
Il distretto è composto da 1 città e 27 comuni:

### Città
- Považská Bystrica

### Comuni
- Bodiná
- Brvnište
- Čelkova Lehota
- Dolná Mariková
- Dolný Lieskov
- Domaniža
- Ďurďové
- Hatné
- Horná Mariková

- Horný Lieskov
- Jasenica
- Klieština
- Kostolec
- Malé Lednice
- Papradno
- Plevník-Drienové
- Počarová
- Podskalie

- Prečín
- Pružina
- Sádočné
- Slopná
- Stupné
- Sverepec
- Udiča
- Vrchteplá
- Záskalie